# Eurhopalothrix speciosa
Eurhopalothrix speciosa är en myrart som beskrevs av Brown och Kempf 1960. Eurhopalothrix speciosa ingår i släktet Eurhopalothrix och familjen myror. Inga underarter finns listade i Catalogue of Life.